# Enric Piquet
Enric Piquet Miquel, (Barcelona, 1928-Ib., 11 de abril de 2021) fue un empresario, directivo  y jugador de baloncesto español.

## Trayectoria
Juega en el Laietà Basket Club, club decano del baloncesto español durante 15 años, desde el año 1945 al 1960, siendo desde 1953 también directivo del equipo. En 1973 se incorpora a la Federación catalana de baloncesto, siendo nombrado presidente el año 1984. También ha sido miembro del Consell Social de la Llengua Catalana, miembro de la asamblea y de la  comisión delegada de la Federación Española de Baloncesto, presidente de la Fundació del Bàsquet Català y miembro de la Junta Consultiva de l'Agrupació Mútua del Comerç i de la Indústria. El 2008 recibe la Cruz de Sant Jordi.